# Desa Puluhan (administrativ by i Indonesien, lat -7,73, long 110,68)
Desa Puluhan är en administrativ by i Indonesien.   Den ligger i provinsen Jawa Tengah, i den västra delen av landet, 500 km öster om huvudstaden Jakarta.